# ポドゥナヴリェ郡

ポドゥナヴリェ郡
Подунавски округ
Podnavski okrug

ポドゥナヴリェ郡（ポドゥナヴリェぐん、セルビア語: Подунавски округ / Podunavski okrug）は、セルビアの郡。郡庁所在地はスメデレヴォ。郡名はセルビア語で、po（…沿い）dunav（ドナウ川）に由来し、実際にドナウの流域に位置する。

## 基礎自治体
以下の3つの基礎自治体から成る。
郡庁所在地のスメデレヴォのみが市（град / grad）で、残りの2つの自治体はオプシュティナ（општина / opština）である。市はヴォイヴォディナ自治州・旧コソボ・メトヒヤ自治州を含めるとセルビア全土に24存在し、より強い自治権を有する。オプシュティナは日本の町・村に相当する。
- スメデレヴォ（Smederevo）
- スメデレヴスカ・パランカ（Smederevska Palanka）
- ヴェリカ・プラナ（Velika Plana）

## 民族構成
2002年の国勢調査による。
- セルビア人  = 202,782 (96.5%)
- ロマ = 2,541 (1.2%)
- マケドニア人 = 555 (0.3%)
- ユーゴスラヴィア人 = 471 (0.2%)
- クロアチア人 = 326 (0.2%)
- ハンガリー人 = 186 (0.1%)
- ルーマニア人 = 136 (0.1%)
- その他 = 3,293 (1.4%)

## 人口推移
| 年   | 人口    |
| ---- | ------- |
| 1948 | 153,423 |
| 1961 | 180,558 |
| 1971 | 197,656 |
| 1981 | 220,930 |
| 1991 | 226,589 |
| 2002 | 210,290 |

## 歴史・文化
スメレデヴォは14世紀、オスマン帝国によって領土を削られたセルビア王国の首都であったことがあり、ジュラジ・ブランコヴィチ公の宮殿がスメデレヴォに存在していた。現在は、宮殿、教会、王族の住居などの跡が残存している。旧市街の墓地には14世紀から続く教会が残っており、多くの伝説に名を残すジュラジ・ブランコヴィチ公の一族の棺が納められている。
ヴェリカ・プラナ近郊のポカイニツァ修道院は、第一次セルビア蜂起の指導者・カラジョルジェの暗殺の地としても有名である。